# Gómez (khu tự quản)
Gómez là một khu tự quản thuộc bang Nueva Esparta, Venezuela. Thủ phủ của khu tự quản Gómez đóng tại Santa Ana. Khự tự quản Gómez có diện tích 91 km2, dân số theo điều tra dân số ngày 21 tháng 10 năm 2001 là 30237 người.